# Ihram

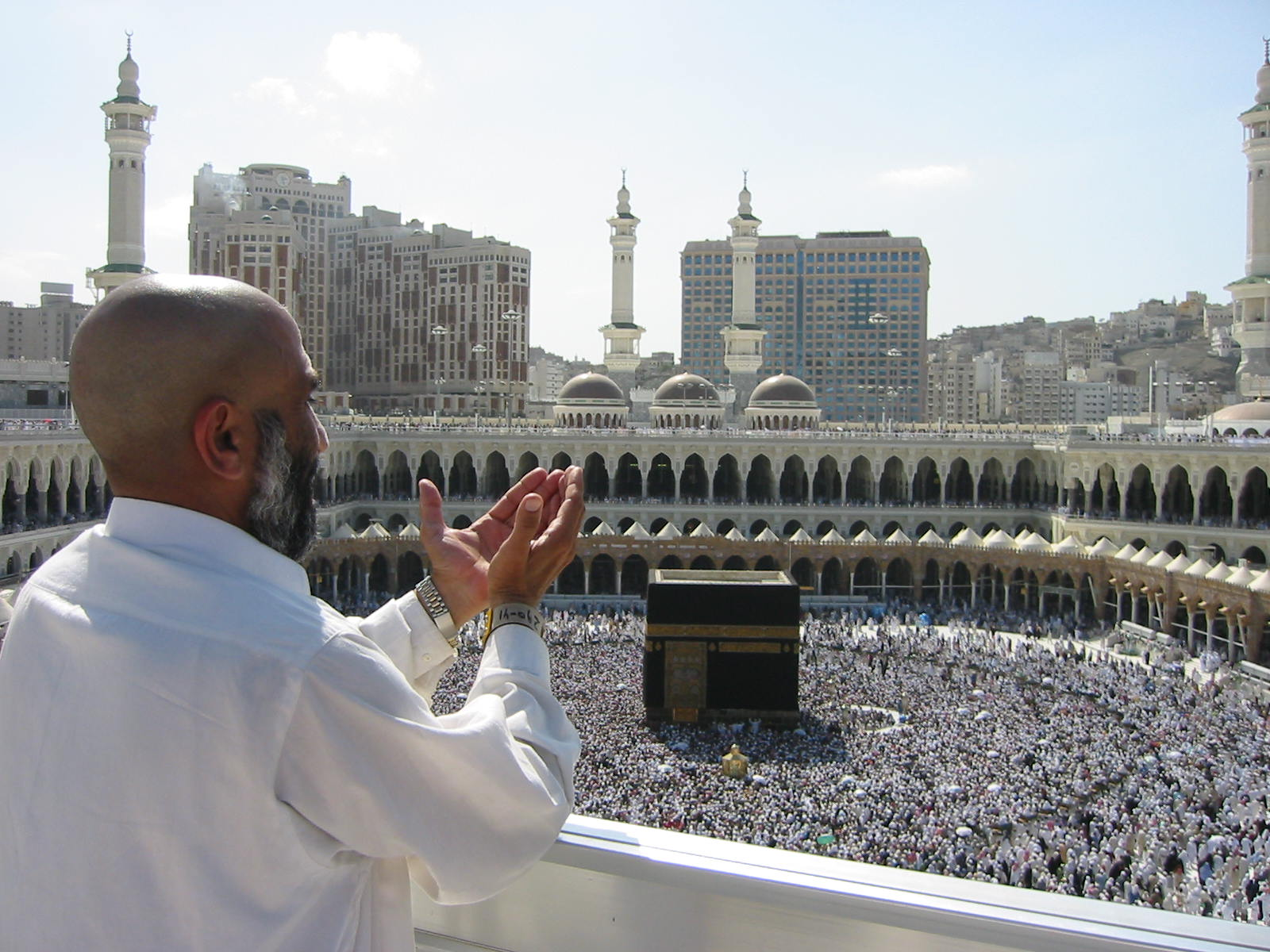
Peregrino vestindo o ihram

O ihram é uma veste usada pelos muçulmanos durante as peregrinações, como aquelas feita à Meca. Consiste simplesmente em duas toalhas brancas amarradas ao corpo, 
Durante as peregrinações não se deve usar mais nada além do ihram, até os pés devem permanecer descalços. Isso é devido a crença de que, durante as peregrinações, todos os sinais de riqueza devem ser retirados do corpo simbolizando que perante Deus que todos são iguais.